# UBTF
El factor 1 de transcripción nucleolar (UBTF) es una proteína codificada en humanos por el gen UBTF.
El factor de unión upstream (UBF) es un factor de transcripción requerido para la expresión de los ARN ribosomales 18S, 5.8S y 28S, junto con SL1, un complejo formado por TBP y tres factores asociados a TBP o TAFs. En el ser humano se han descrito dos isoformas de UBF, de 94 y 97 kDa respectivamente. UBF es una fosfoproteína nucleolar con un dominio de unión a ADN y un dominio de transactivación. La unión a ADN específico y a elementos de control en posiciones upstream de los promotores diana es mediada por diversas cajas HMG.

## Interacciones
La proteína UBTF ha demostrado ser capaz de interaccionar con:
- Caseína quinasa 2, alfa 1[3]
- TAF1C[4][5]
- Proteína del retinoblastoma[6]
- TAF1[7]